# Cracticus nigrogularis
Cracticus nigrogularis là một loài chim trong họ Cracticidae.

## Hình ảnh

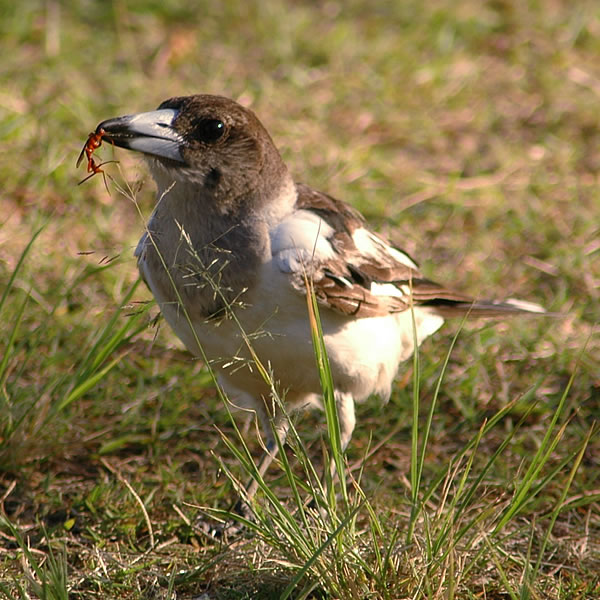
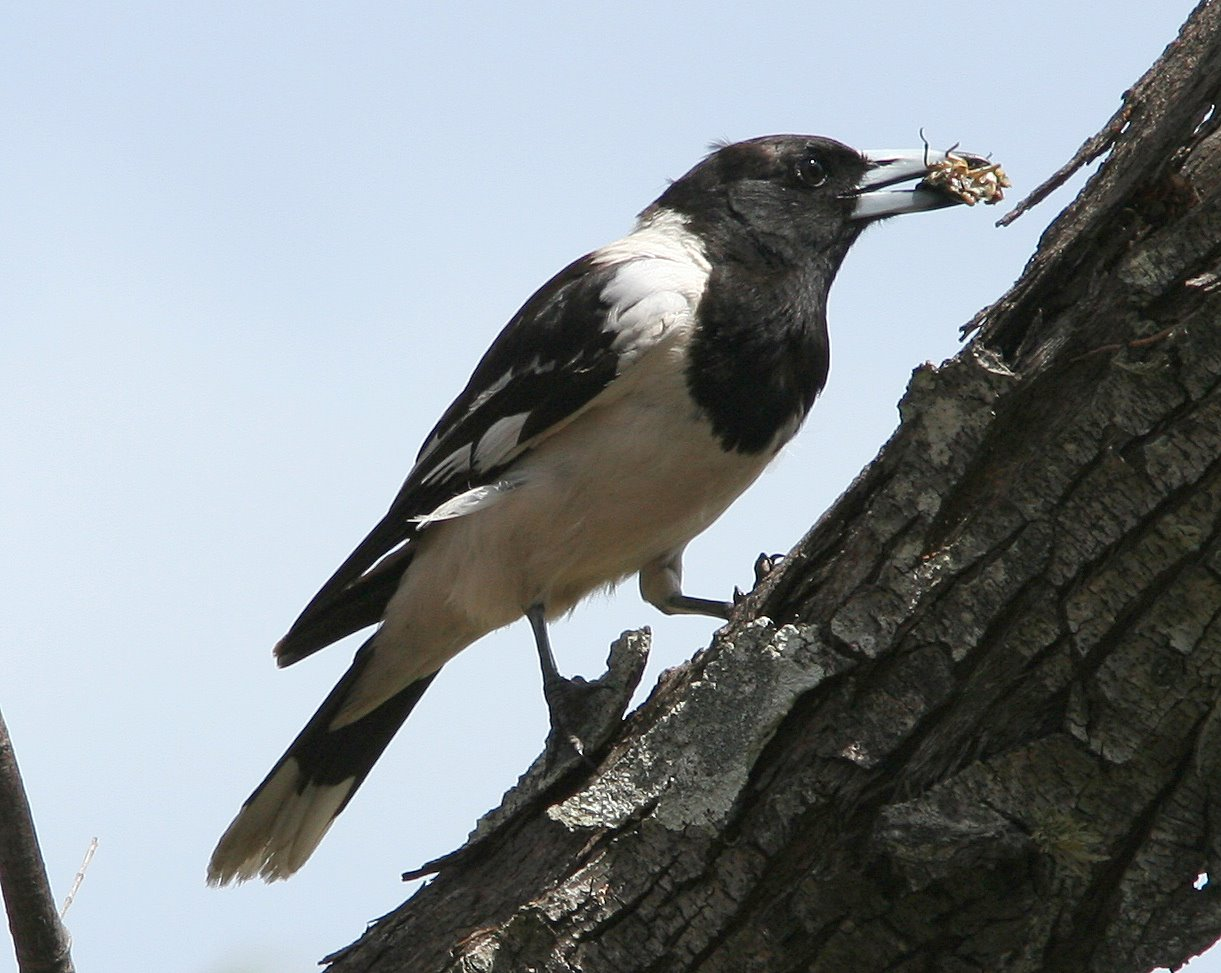
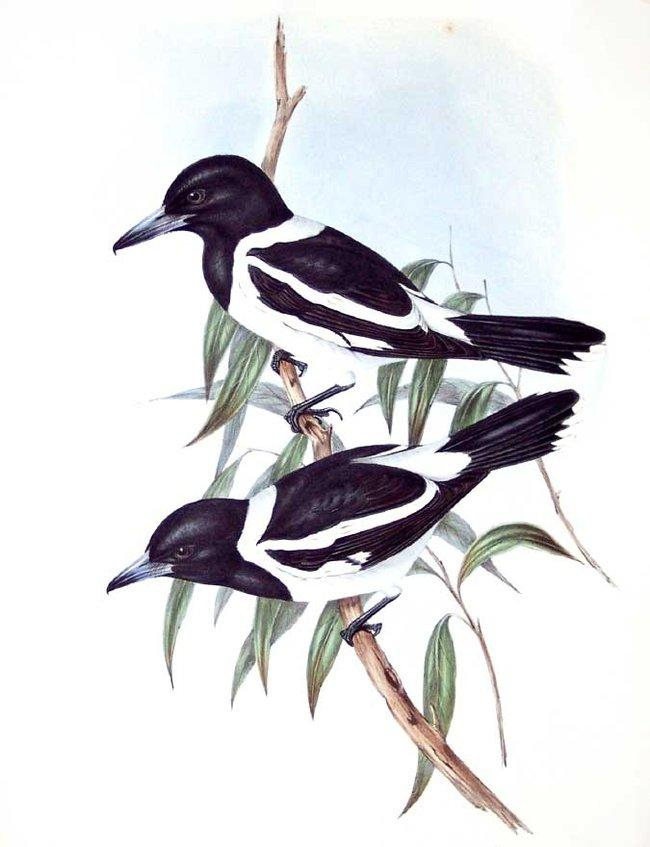
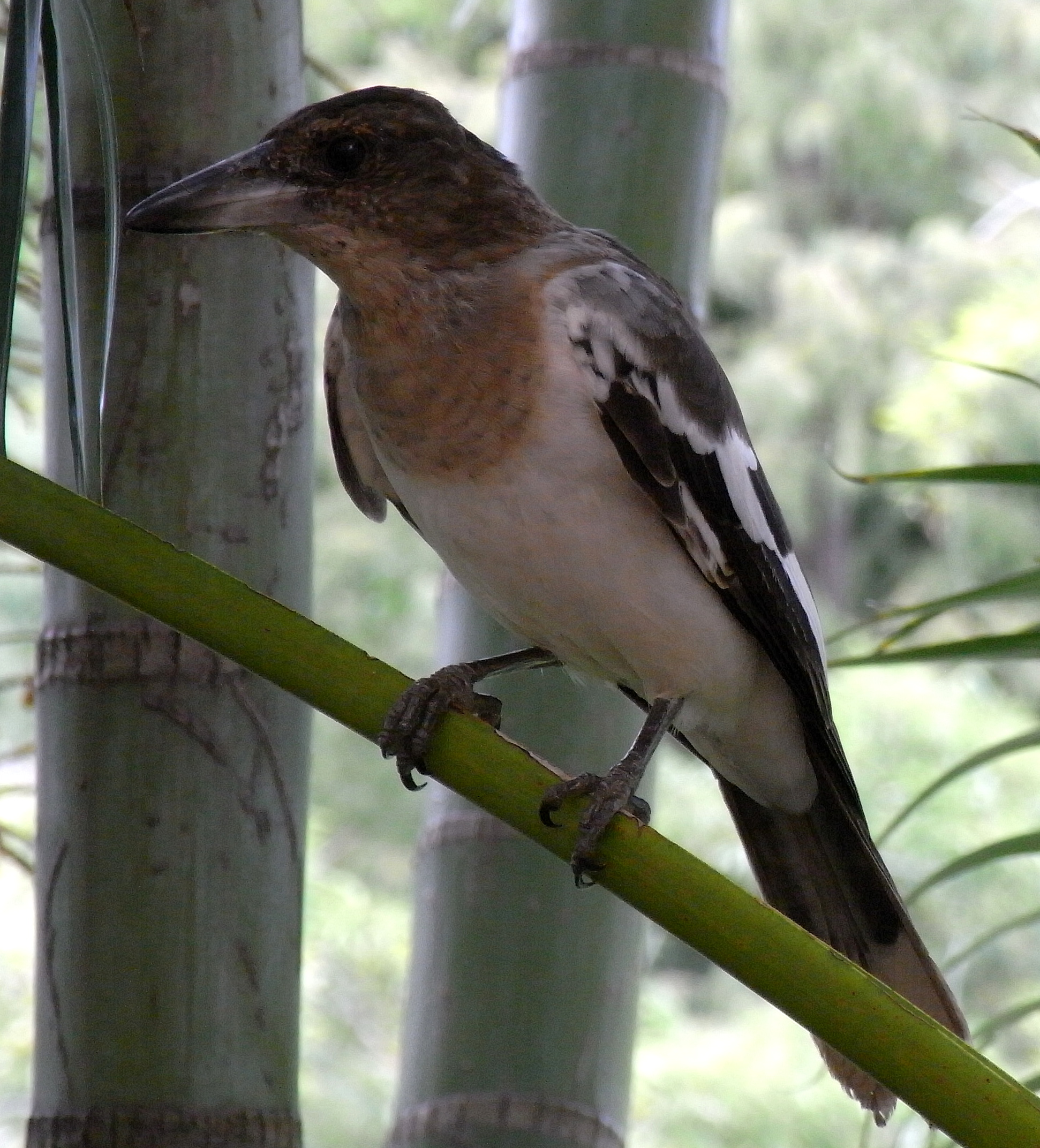
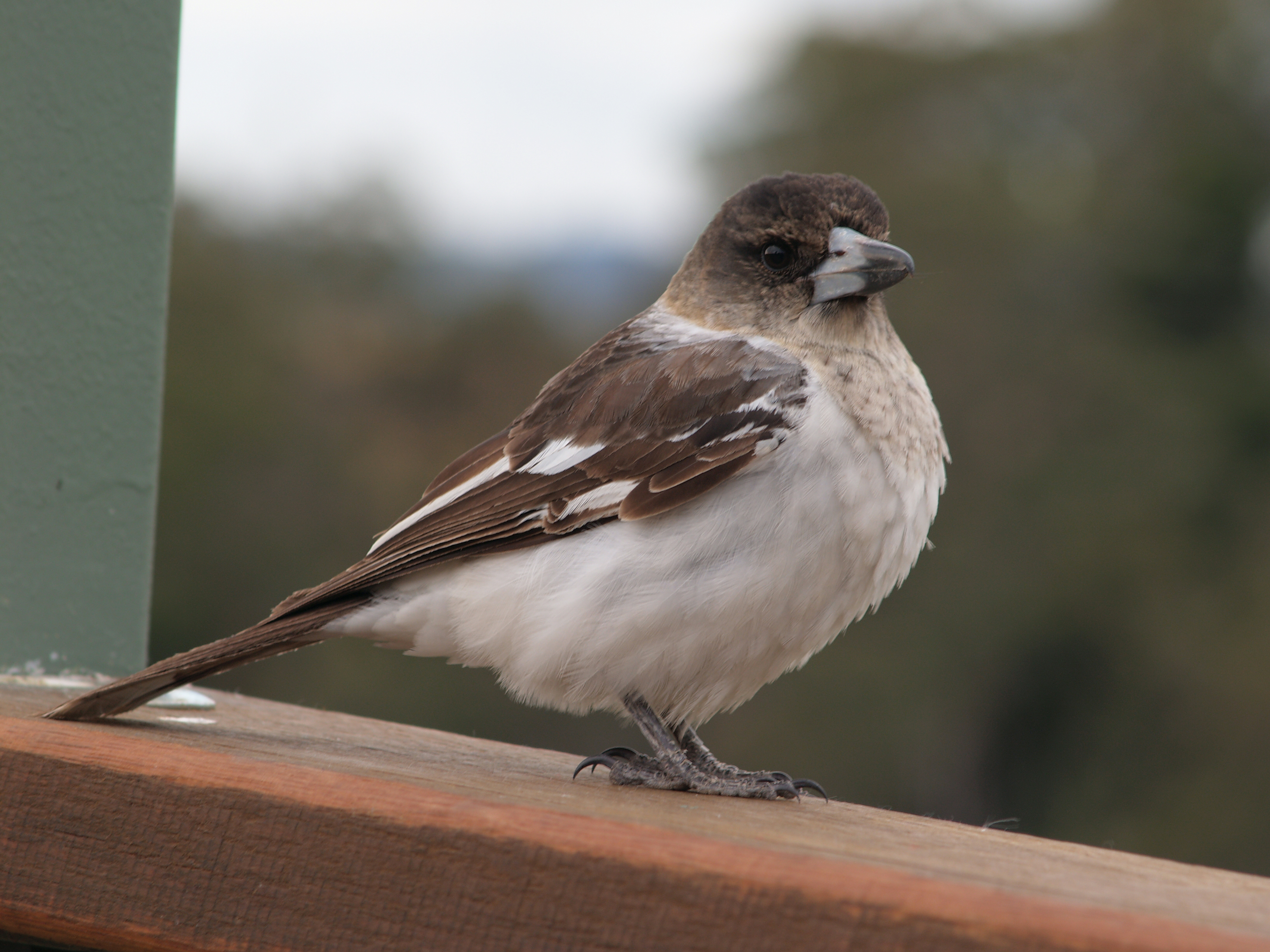